# Memoria 2022
 (septembre 2024).
La mise en forme du texte ne suit pas les recommandations de Wikipédia : il faut le « wikifier ».
Les points d'amélioration suivants sont les cas les plus fréquents :
- Les titres sont pré-formatés par le logiciel. Ils ne sont ni en capitales, ni en gras.
- Le texte ne doit pas être écrit en capitales (les noms de famille non plus), ni en gras, ni en italique, ni en « petit »…
- Le gras n'est utilisé que pour surligner le titre de l'article dans l'introduction, une seule fois.
- L'italique est rarement utilisé : mots en langue étrangère, titres d'œuvres, noms de bateaux, etc.
- Les citations ne sont pas en italique mais en corps de texte normal. Elles sont entourées par des guillemets français : « et ».
- Les listes à puces sont à éviter, des paragraphes rédigés étant largement préférés. Les tableaux sont à réserver à la présentation de données structurées (résultats, etc.).
- Les appels de note de bas de page (petits chiffres en exposant, introduits par l'outil «  Source ») sont à placer entre la fin de phrase et le point final[comme ça].
- Les liens internes (vers d'autres articles de Wikipédia) sont à choisir avec parcimonie. Créez des liens vers des articles approfondissant le sujet. Les termes génériques sans rapport avec le sujet sont à éviter, ainsi que les répétitions de liens vers un même terme.
- Les liens externes sont à placer uniquement dans une section « Liens externes », à la fin de l'article. Ces liens sont à choisir avec parcimonie suivant les règles définies. Si un lien sert de source à l'article, son insertion dans le texte est à faire par les notes de bas de page.
- La présentation des références doit suivre les conventions bibliographiques. Il est recommandé d'utiliser les modèles {{Ouvrage}}, {{Chapitre}}, {{Article}}, {{Lien web}} et/ou {{Bibliographie}}. Le mode d'édition visuel peut mettre en forme automatiquement les références.
- Insérer une infobox (cadre d'informations à droite) n'est pas obligatoire pour parachever la mise en page.

Pour une aide détaillée, merci de consulter Aide:Wikification.
Si vous pensez que ces points ont été résolus, vous pouvez retirer ce bandeau et améliorer la mise en forme d'un autre article.
 (septembre 2024).
Pour plus de détails, voir Fiche technique et Distribution.
Memoria est un court métrage marocain réalisé en 2022 par Kacem Skalli. Le film explore le parcours émotionnel d'un jeune garçon qui, après la mort de sa mère, doit faire face à son deuil en suivant une thérapie.

## Synopsis
Après la mort récente de sa mère alors qu'il était très jeune, le fils se retrouve dans un état de détérioration dû à cette perte tragique, ce qui l'amène, malgré lui, à se retrouver dans une cabine de thérapie.

## Fiche technique
- Titre : Memoria
- Réalisation : Kacem Skalli
- Scénario : Kacem Skalli
- Photographie : Akram Kbibchi
- Sociétés de production : École Supérieure des Arts Visuels (Morocco) - Cercle Production (Maroc)
- Pays de production :   Maroc
- Durée : 5 minutes
- Langue : Arabic
- Date de sortie : 15 Juin 2022

## Distribution
Le court-métrage Memoria a été produit et distribué par Cercle Prod en collaboration avec l'École supérieure des arts visuels de Marrakech. La production a été supervisée par Imad Benomar, responsable de la gestion et du développement du projet. Le film a bénéficié d'une distribution à travers divers festivals et événements cinématographiques.

## Distinctions
- Festival national du film de Tanger 2022 : Nommé pour le Grand Prix du Meilleur Court-Métrage[1].
- Student World Impact Film Festival 2023 : Mention honorable pour le court-métrage.
- Présentation lors d’un événement du Goethe-Institut[2].
- Sélectionné pour le Marrakech Short Film Festival[3].